# Storia dei numeri
Il concetto di numero risale presumibilmente agli albori della civiltà. Rappresentare una quantità con un simbolo ha permesso al pensiero umano di raggiungere mete notevoli.

La possibilità di indagare in ambiti non accessibili direttamente all'esperienza o ai sensi, come ad esempio la decimilionesima cifra decimale di pi greco, è dovuta alla nascita dell'astrazione matematica.
Uno dei reperti più interessanti dell'archeologia, dal punto di vista della matematica, è stato rinvenuto a Ishango, sul lago Edoardo al confine tra Zaire e Uganda. Si tratta di un manico in osso, detto Osso d'Ishango, ora al Museo di Storia Naturale di Bruxelles, risalente a circa ventimila anni fa (periodo paleolitico); esso presenta incisioni raccolte in diversi gruppi, su tre righe, così disposte:
- riga a): 9 19 21 11 - totale 60
- riga b): 19 17 13 11 - totale 60
- riga c): 7 5 5 10 8 4 6 3 - totale 48

Sebbene non vi sia accordo sulla natura delle incisioni, si può quasi sicuramente affermare che la popolazione paleolitica di Ishango possedeva il concetto di numero.

## Origini
Vi sono reperti ancora più antichi che riportano tacche disposte in gruppi: una fibula di babbuino trovata sui Monti Lebombo, nello Swaziland, nell'Africa del sud, risalente a 37.000 anni fa riporta 29 tacche, mentre una tibia di lupo trovata in Cecoslovacchia di cinquemila anni più antica riporta 57 incisioni disposte a gruppi di cinque. Tuttavia la simmetria delle incisioni sull'osso d'Ishango fa supporre un qualche utilizzo dei numeri per fini diversi dal mero conteggio.
Alcune popolazioni neolitiche, ad esempio i Gumulgal australiani, contavano in base 2, ossia in sistema binario. Questo rendeva difficile contare per grandi numeri: ad esempio i citati Gumulgal contavano così:
1 = urepoin

2 = ukasar

3 = ukasar-urapon

4 = ukasar-ukasar

5 = ukasar-ukasar-urapon

6 = ukasar-ukasar-ukasar

7 = ukasar-ukasar-ukasar-urapon

Altri sistemi binari avevano parole speciali per 3 e 4, così 6 e 8 diventavano "2 volte 3" e "2 volte 4", di fatto una rozza base 5; tuttavia era sempre disagevole maneggiare grandi quantità.

Entrambe le versioni del sistema in base 2 furono rinvenuti in Australia, ma anche in Africa e Sud America. Altre basi vennero utilizzate successivamente: numerazioni in base 10 e 20 sono le più diffuse, tuttavia anche la base 12 e la base 60 ebbero successo, tanto che ne conserviamo le tracce nel sistema di misura imperiale e nella misura di angoli e tempo.

Mentre basi 2, 5, 10 e 20 sono suggerite dalla fisiologia umana, 12 e 60 sembrano suggerite da scopi utilitaristici: 12 è divisibile per 1, 2, 3, 4, 6 e 12 mentre 60 per 1, 2, 3, 4, 5, 6, 10, 12, 15, 20, 30 e 60. Da notare che il 7 non compare, e in effetti ebbe significati particolari, anche religiosi, presso i popoli antichi.
Tra le prime testimonianze certe dell'utilizzo di concetti numerici avanzati vi sono le tavole numeriche babilonesi, elenchi di numeri utilizzati per calcoli astronomici e di agrimensura risalenti al X secolo a.C., e il Sulvasutra indiano, di datazione incerta ma comunque anteriore al VI secolo a.C.

Tuttavia nelle culture dell'antica Mesopotamia esistevano tabelle per le addizioni e le sottrazioni già durante il regno di Sargon I, intorno al 2350 a.C.

I documenti dell'Antico Egitto più significativi sono il papiro di Ahmes o Ahmose, dal nome dello scriba che lo compose nel 1650 a.C. circa, e il papiro di Mosca, risalente al 1850 a.C. circa. In totale questi papiri presentano 112 problemi con le relative soluzioni ma manca la dimostrazione.

Il papiro di Ahmes è noto anche come papiro matematico di Rhind, dal nome del collezionista che lo acquistò per poi donarlo al British Museum di Londra nel 1858. Il secondo viene invece conservato nel Museo delle Belle Arti di Mosca, dove arrivò intorno alla metà del XIX secolo.

Tuttavia Ahmes ci dice che il suo materiale è tratto da un documento anteriore, e fa risalire l'originale ad Imhotep, medico e architetto del faraone Djoser della III dinastia, e quindi al 2650 a.C. circa.
Alcuni particolari comuni tra il Sulvasutra e gli Elementi di Euclide fanno pensare ad una derivazione diretta o ad un comune retaggio. Ad esempio entrambi utilizzano la media geometrica per la quadratura del rettangolo, ossia la costruzione di un quadrato di area equivalente a quella di un rettangolo dato. Questo metodo non è né il più semplice né il più istintivo.

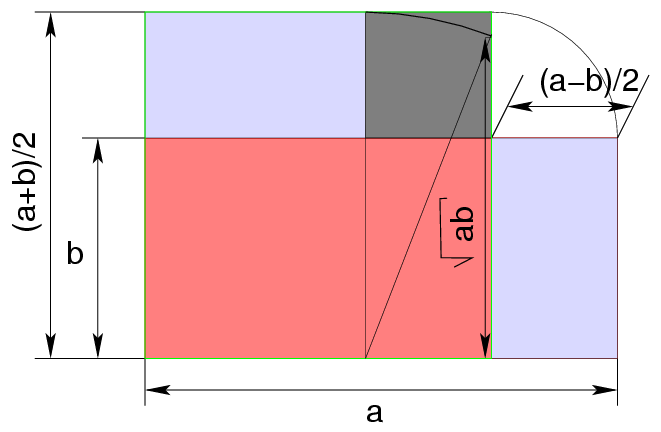
Quadratura del Rettangolo

In pratica, si sottrae al rettangolo di dimensioni a e b (in rosso) un rettangolo di dimensioni pari alla metà della differenza tra a e b (in azzurro), e lo si trasporta sopra il lato opposto, ruotato di 90°.

L'area del rettangolo risulta allora pari alla differenza tra il quadrato grande, di lato {\displaystyle {\frac {a+b}{2}}} e quello più piccolo (nero) di lato {\displaystyle {\frac {a-b}{2}}}.

La costruzione di un segmento pari a {\displaystyle {\sqrt {ab}}} è mostrata in figura: si tratta di tracciare l'arco di cerchio dalla base, ad una distanza {\displaystyle {\frac {a}{2}}} con apertura {\displaystyle {\frac {a+b}{2}}}fino ad intersecare il lato del quadrato in verde. Il cateto maggiore del triangolo rettangolo ottenuto sarà della lunghezza cercata.

## Il concetto di numero nell'antica Grecia
In Grecia, il numero ha avuto subito un posto centrale nella filosofia:
dall'Uno di Parmenide e Filolao ai numeri triangolari, pentagonali, piani e solidi dei Pitagorici, passando per la concezione platonica del numero come oggetto concreto del mondo delle idee.
Uno scoglio insolubile nella visione prettamente aritmetica, basata cioè sugli interi, della matematica antica fu la dimostrazione dell'incommensurabilità della diagonale di un quadrato e del suo lato.

Non esistono, cioè due interi p e q, primi tra loro, tali che

(1)                 {\displaystyle p^{2}=2q^{2}}

Lo si dimostra con un semplice ragionamento. Poiché il quadrato di un numero dispari è dispari, p deve essere pari, in quanto pari al doppio di una quantità intera, {\displaystyle q^{2}}.
Possiamo porre quindi {\displaystyle p=2m}, e sostituendo nella (1), otteniamo {\displaystyle 4m^{2}=2q^{2}}. Ciò è assurdo, in quanto per ipotesi p e q erano primi tra loro, invece risultano avere in comune il fattore 2.
Solitamente si fa partire la storia della matematica occidentale dalla Grecia, ma bisogna tener presente che già nel III millennio a.C. Egiziani e Sumeri avevano ben chiaro il concetto di numero e sapevano maneggiare agevolmente i concetti fondamentali non solo dell'aritmetica e della geometria, ma anche dell'algebra. Inoltre non solo Pitagora studiò ad Alessandria d'Egitto, centro del sapere egiziano, ma fecero studi in Egitto gli stessi Talete, Erodoto, Diodoro Siculo, Strabone e secondo Platone, anche Socrate.

## Il numero nell'Antico Egitto
La matematica egizia utilizzava la base 10, ed utilizzava simboli per le potenze di 10 da 1 a 107. I geroglifici utilizzati erano:
| Z1 |

| Z1 |

| V20 |

| V20 |

| V1 |

| V1 |

| M12 |

| M12 |

| D50 |

| D50 |

| I8 |

| I8 |

| I7 |

| I7 |

| C11 |

| C11 |

1 = un tratto di corda verticale

10 = una corda a ferro di cavallo

100 = una corda arrotolata a spirale

1000 = un fior di loto, ma anche l'iniziale di khaa, "corda che misura"

10000 = un dito piegato ad uncino

100000 = un girino

1000000 = un uomo a braccia levate, simbolo del dio Heh

10000000 = il sole nascente, simbolo di Ra
I numeri venivano formati raggruppando i simboli, posti in ordine dal più piccolo a sinistra al più grande a destra.
Le moltiplicazioni utilizzavano un sistema che sottintendeva la base due: in pratica si scompone il moltiplicatore in potenze di due, poi si raddoppia il moltiplicando tante volte quante necessario, e infine si esegue la somma.
Ad esempio 7 x 13 = 7 x (20+22+23), quindi calcolo

7 x 1 = 7 x 1

7 x 2 = 4 x 1 + 1 x 10

7 x 4 = 8 x 1 + 2 x 10

7 x 8 = 6 x 1 + 5 x 10

Per ottenere il totale, sommo:

7 x 13 = 7 x 1 + 7 x 4 + 7 x 8 = 1 x 1 + 9 x 10
In maniera simile si effettuavano le divisioni: si moltiplicava il divisore, fino ad ottenere dei numeri che sommati erano pari al dividendo, o comunque ne differivano per meno del divisore. Il resto veniva poi rappresentato in forma di frazioni.
Queste ultime meritano un cenno: le frazioni erano composte di frazioni unitarie, tranne 2/3, e sul papiro di Ahmes citato troviamo tavole di equivalenza. Ad esempio:
{\displaystyle {\frac {2}{59}}={\frac {1}{36}}+{\frac {1}{236}}+{\frac {1}{531}}.}
Un dato interessante: queste tabelle davano tutti i rapporti 2/n con n dispari tra 3 e 101. Non contengono nessun errore di calcolo, nonostante la complessità dei calcoli necessari per ricavare i rapporti con i metodi egizi. Vi sono circa 28000 scomposizioni diverse per i rapporti, ma secondo alcuni studi sono stati scelti secondo questi criteri:
1. con al più quattro frazioni unitarie
2. preferendo un denominatore pari per la prima frazione unitaria, anche se ciò comporta un maggior numero di frazioni o dal denominatore più grande
3. utilizzando solo denominatori piccoli, e comunque mai maggiori di 900

Oltre ai loro metodi aritmetici, gli Egizi sapevano risolvere anche semplici equazioni, conoscevano il metodo per trovare il volume di un tronco di piramide, utilizzavano un valore di π approssimato a 256/81, cioè circa 3,1605.
Anche se nulla ci è pervenuto dei metodi utilizzati per derivare le loro tecniche (la diatriba sulla parentela tra la matematica egizia e greca si fonda proprio su questa assenza), è indubbio che la natura assiomatica della teoria dei numeri greca derivi da prove ed errori, non certo come rivelazione folgorante nella sua interezza. Ed è probabile che lo spunto per indagare sugli assiomi sia derivato proprio dal voler spiegare le tecniche di calcolo egizie.

## Il numero nelle culture dell'Antica Mesopotamia

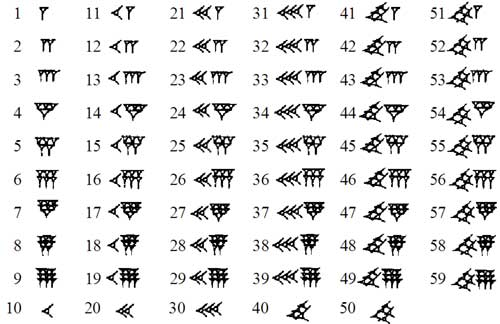
I numeri Babilonesi

Tornando nell'area mesopotamica, l'interpretazione dei numeri era strettamente aritmetica, basata cioè sul numero intero, e su procedimenti algoritmici. Inoltre era utilizzato il sistema sessagesimale (a base 60), eredità che ci è giunta nella la misurazione di angoli e tempo.
Nel periodo elamitico, risalente al 4000 a.C. sono stati sviluppati sia un sistema decimale per i calcoli sugli animali sia uno sessagesimale per uomini e cose, per i calcoli di quantità di cereali distribuiti o ritirati dai magazzini e così via.
I più antichi testi matematici paleobabilonesi pervenuti sino ai nostri giorni risalgono al 3500 a.C. circa.
Agli inizi del terzo millennio a.C., nel periodo della terza dinastia di Ur, risalgono molti testi di natura economica o amministrativa, nei quali i numeri sessagesimali erano indicati grazie ad un metodo non posizionale, in questo modo si rendeva superfluo l'uso dello zero.
Già nelle scuole paleobabilonesi (1900-1500 a.C.) molti testi rinvenuti, si occupavano di matematica e di elenchi o di tabelle di misure.
Utilizzavano il cubito (circa mezzo metro) come unità di base per le misure verticali, mentre il nindan (uguale a 12 cubiti) era l'unità usata per quelle orizzontali. I fattori di conversione per il sistema numerico lineare erano: 6,30,12,60,30 (ad es.per la conversione dal pollice al miglio i fattori sono: 12,3,5,4,10,8).
Intorno alla fine del Ottocento, spedizioni americane scoprirono testi metrologi, problemi di geometria tridimensionale risolti con equazioni cubiche e con estrazioni di radici.
Nella tavoletta conservata a Yale, si illustra il metodo per trovare le radici di un'equazione di secondo grado nella forma x2 + bx = c:
Un rettangolo ha la lunghezza maggiore di 7 alla sua larghezza. L'area del rettangolo è 1,0 (60). Trovare lunghezza e larghezza
Questo problema corrisponde, in termini moderni, all'equazione x2 + 7x = 60
Procedimento
1. Dimezza 7, di cui la lunghezza supera la larghezza: ottieni 3:30
2. Moltiplica insieme 3:30 per 3:30: ottieni 12:15
3. Somma 1,0, l'area, a 12:15: ottieni 1,12:15
4. Trova il lato del quadrato di area 1,12:15: ottieni 8:30
5. Traccia il quadrato di lati 8:30 e 8:30, aggiungi 3:30 ad uno e sottrailo all'altro
6. Lunghezza e larghezza sono 12 e 5

In pratica la formula risolutiva utilizzata è:
{\displaystyle x={\sqrt {\left({\frac {b}{2}}\right)^{2}+c}}-{\frac {b}{2}}.}
Simili procedimenti permettevano il calcolo di radici dell'equazione x3 + bx2 = c, grazie ad alcune tabelle che contenevano i valori di n3+n2 per tutti i valori di n (in sessagesimale) tra 0:1 e 40:59.
Notevole è la manipolazione di concetti numerici senza alcuno degli ausili algebrici a noi noti, basandosi solo su processi algoritmici.

## Dalcalculusal calcolo
A tal proposito vale la pena ricordare lo stretto rapporto simbolico tra sasso e numero:
il cumulo di pietre, il gaelico cairn è un ideale simbolo di molteplicità.
Calcolare deriva dal latino calculus e cioè pietruzza.
Sulle tombe si metteva un cumulo di pietre sia per segnalare il luogo di sepoltura ma anche in un certo senso per quantificare i meriti e l'importanza del defunto (come nella scena finale del film Schindler's List).
L'assimilazione tra sassi e uomini e soprattutto uomini che vengono contati nell'atto di nascere o di morire si può dedurre dal mito di Deucalione e Pirra, dall'assonanza etimologica tra il greco LAOS e il greco LAAS che significano rispettivamente popolo e pietra, infine dall'investitura di Simone/Pietro fatta da Gesù.
Ritornando comunque alla conta per comparazione fatta dal pastore vediamo alcuni presupposti di questa operazione:
- La possibilità di utilizzare i sassi per indicare le pecore.
- La costanza nel tempo del numero dei sassi o quantomeno la fedele registrazione di variazioni nel numero di pecore (es. la nascita di un agnello) all'interno della quantità di sassi scelta per denotare le pecore stesse.
- La chiusura di uno degli ambienti da cui o verso cui le pecore sono fatte passare, al fine di evitare che una delle pecore venga contata più di una volta (pensiamo al salvadanaio).

Analizziamo l'ultimo di questi presupposti: Il conteggio in tal caso diventa possibile nella misura in cui gli oggetti e le entità che devono essere contati abbiano poco spazio per muoversi o addirittura siano immoti e disponibili in maniera pressoché totale nei confronti di chi conta: in pratica oggetti inanimati, prigionieri, animali mansueti, defunti. Per certi versi il contare è un far nascere ma più spesso un far morire o il presupporre la morte dell'oggetto o una sua cattura (pensiamo al rapporto tra conta, cattura, liberazione nell'infantile gioco del "nascondino"); ciò in quanto gli oggetti contati non devono tornare indietro ed essere contati di nuovo e generare in tal modo confusione. In tal modo il termine "irreversibilità" richiama l'ordine (quello che per Anassimandro è il ferale ordine del tempo!) anche se la fisica moderna sembra averne un'accezione più collegata con l'aumento del disordine dell'Universo.
Anche qui il contare è un procedimento cognitivo teso al controllo ed al dominio dell'oggetto della conoscenza. Chi conta le pecore è il padrone che controlla se manca qualcuno all'appello (Dio conta anche i capelli che abbiamo in testa e cioè la molteplicità irriducibile e la pretesa di Davide di fare un censimento viene religiosamente censurata in quanto contare gli uomini è prerogativa di Dio, mentre Cristo è il Buon Pastore che conta le sue pecorelle).
La conta per comparazione evita inizialmente l'astrazione: noi non dobbiamo contare per stabilire se un autobus è completo; basta vedere se tutti i posti sono occupati.
Nel conteggio per comparazione il riferimento non è il numero astratto ma la quantità iniziale di pecore (non determinata) che non dovrebbe cambiare. La prima delle condizioni sopra elencate implica un termine di corrispondenza, un insieme più controllabile di oggetti più piccoli che riproduca in scala minore la struttura quantitativa dell'insieme/gregge: in questo caso si tratta dei sassi in cui lo "stare per..." le pecore è uno dei primi esempi di relazione semiotica e simbolica ed al tempo stesso la precondizione per il rapporto di tipo magico che, secondo la mentalità scientifica, è un tipico caso di confusione tra "mappa" e "territorio", secondo i termini utilizzati dal barone Korzybski.
Sarebbe facile dire che il conteggio per comparazione non sia in realtà una conta vera e propria, ma bisogna in primo luogo notare che tale tecnica è stata un momento intermedio fondamentale tra l'intuizione della pluralità e la numerazione astratta; in secondo luogo anche il conteggio così come noi lo concepiamo è una specie di comparazione tra termini di riferimento interiori o interiorizzati (i numeri idealmente intesi) e serie di oggetti esterni; in terzo ed ultimo luogo non è forse un caso che la teoria degli insiemi abbia tra i suoi concetti fondamentali quello di corrispondenza biunivoca, che sembra essere una versione raffinata del conteggio per comparazione.
Quest'ultimo si raffina con il passaggio all'uso di tacche su osso o legno, passaggio che risulterà essere una rivoluzione in quanto aprirà la strada alla scrittura vera e propria.
L'uso delle tacche ha lasciato anche un residuo linguistico in quanto in inglese il termine tally ha sia il significato di "tacca" che quello di "conta". Esso ha un'origine antichissima e i reperti più antichi circa le attività numeriche dell'uomo sono proprio ossi risalenti all'Età della Pietra con una serie di tacche che a volte incoraggerebbero ipotesi ardite sulle capacità matematiche dei nostri antenati (la tecnica del conteggio per intaglio fa pensare anche all'episodio di Sansone che con una mascella d'asino "uccise 1000 uomini" e forse li segnò numericamente con delle tacche sulla mascella, riproponendo ancora una volta il rapporto simbolico tra "conta" e "uccisione").
Con le tacche però il conteggio acquista nuovi problemi in quanto diventa possibile confondersi e dimenticare se si sia per caso sulla tacca giusta durante una "conta". Inoltre il metodo "per comparazione" ha un limite che porta l'uomo ad approfondire la sua conoscenza e a cercare una concezione più astratta del numero: il limite consiste nel fatto che nel caso di differenza tra ad es. le pecore e le tacche, tale differenza, epistemicamente molto feconda, andrebbe anch'essa computata e, se superasse le quantità intuitivamente percepibile andrebbe contata di nuovo con una tecnica analoga e così via. Una prima via d'uscita dall'impasse, almeno per quel che riguarda il rischio di confusione durante la conta è la collana delle preghiere dove volta per volta si ha la certezza di stare sul grano giusto e dove non bisogna sempre controllare la relazione tra il singolo granello e la serie nel suo complesso, dato che quest'ultima è materialmente strutturata in maniera compiuta e conchiusa. Ma la collana delle preghiere ritorna al mondo degli oggetti e non ha aperta dinanzi a sé la strada della scrittura (interessante anche se non ai fini del nostro discorso la buddista "ruota delle preghiere", soprattutto quella portatile, in quanto anticipa il concetto di nastro registrato che mosso in direzione rotatoria anche durante, volendo, una laica conversazione, consente una perfetta sovrapposizione tra attività religiosa e profana).
Dunque era necessario un approfondimento del percorso iniziato con il metodo quasi-scritturale delle tacche.

## Il numero in Cina
La più antica testimonianza della matematica cinese risale al periodo degli stati combattenti. Si tratta di un manoscritto, il Chou Pei Suan Ching o Zhoubi suanjing (trad. Il libro classico dello gnomone e delle orbite circolari del cielo). Oltre ad essere un testo di astronomia, introduce il teorema di Pitagora e alcune regole per le operazioni con le frazioni. La sua datazione è incerta, ma si ritiene possa essere stato scritto tra il VI e il III secolo a.C., e forse è basato su materiale precedente ignoto. Nel 1984, in tre tombe della dinastia Han vicino Jiangling, nella provincia di Hubei, vennero portate alla luce numerose strisce di bambù, che costituivano una raccolta di argomenti matematici: su una di esse vi era l'intestazione Suan Shu Shu (trad. Un libro sull'aritmetica). Vengono datate intorno all'inizio del III secolo a.C., e probabilmente sono dunque contemporanee al Chou Pei. Grazie all'utilizzo delle bacchette da calcolo, i matematici cinesi potevano operare molto rapidamente. Favoriti dal vantaggio di un sistema posizionale, dell'uso dello zero e dei negativi, in pochi secoli arrivarono ad avere conoscenze matematiche che l'occidente avrebbe visto solo molto più tardi: ad esempio, già nell'XI secolo il matematico Chia Hsien aveva sviluppato il triangolo di Pascal per l'espansione della potenza n-esima del binomio (a+b)n in forma esplicita. Inoltre, sia William Horner che Paolo Ruffini conoscevano, e potrebbero avervi basato i loro metodi, la soluzione cinese per trovare le radici delle equazioni di grado qualunque.

### Il metodo cinese per la soluzione approssimata delle equazioni
Vediamo come, nel 1247, Chhin Chiu-Shao nel suo libro Shu Shu Chiu Chang (trad. Nove paragrafi di matematica) spiega il metodo. L'equazione da lui proposta è
{\displaystyle -40.642.560.000+763.200x^{2}-x^{4}=0}
Chhin stima innanzitutto il numero di cifre e la cifra iniziale della soluzione. Grazie al cosiddetto triangolo di Pascal, egli trova che deve essere 800 ≤ x < 900, e quindi divide il polinomio a sinistra per (x-800).
Egli ottiene dunque
{\displaystyle -40.642.560.000+763.200x^{2}-x^{4}=(x-800)(98.560.000+123.200x-800x^{2}-x^{3})+38.205.440.000}
Sostituendo y=(x-800) si ha
{\displaystyle -40.642.560.000+763.200x^{2}-x^{4}=y(98.560.000+123.200x-800x^{2}-x^{3})+38.205.440.000}
Ripetendo il procedimento la sostituzione anche per x2 e x3, Chhin ottiene
{\displaystyle 38.205.440.000-826.880.000y-3.076.800y^{2}-3200y^{3}-y^{4}}
Successivamente, approssima y, sempre tramite la potenza del binomio, come un numero a due cifre che inizia per 4, ossia z=(y-40)
La ripetizione del metodo dà
{\displaystyle 38.205.440.000-826.880.000y-3.076.800y^{2}-3200y^{3}-y^{4}=z(-z^{3}-3.240z^{2}-3.206.400z-955.136.000)}
Da cui abbiamo subito z = 0, y = 40 e x = 840, soluzione esatta. Il metodo poteva essere continuato con una precisione arbitrariamente piccola, dipendente solo dalla quantità di bacchette da calcolo e del tempo a disposizione.
Il metodo trae le sue origini dal Chiu Chang Suan Shu o Jiuzhang Suanshu (trad. Nove capitoli sulle arti matematiche), databile tra il III secolo a.C. e il II secolo d.C. In questo libro vengono usate le radici quadrate e cubiche per risolvere le equazioni, con un metodo simile. Solo nell'XI secolo questo metodo, più semplice del precedente, fa la sua comparsa al di fuori della Cina, nell'opera di Abu l-Hasan 'Ali ibn Ahmad al-Nasawi, il quale lo aveva appreso tramite i matematici indiani.

### Sistemi di equazioni lineari
Nel Chiu Chang (III secolo a.C.-II secolo), il più importante tra i testi antichi di matematica, troviamo anche un metodo per la risoluzione dei sistemi di equazioni lineari che è lo stesso attribuito a Gauss, ben 1500 anni dopo.
Vediamo come viene esemplificato.
"Il rendimento di 2 covoni di grano ottimo, di 3 covoni di grano normale e di 4 di grano scarso è per ognuno meno di 1 tou.
Ma se 1 covone di grano medio viene aggiunto al grano buono, o se 1 covone di grano scarso viene aggiunto al medio, o se 1 covone di grano buono viene aggiunto allo scarso, allora il rendimento di tutti è esattamente 1 tou.
Qual è il rendimento di 1 covone di ogni qualità?"
In notazione contemporanea, le affermazioni precedenti corrispondono al sistema
{\displaystyle \left\{{\begin{matrix}0<2x<1\\0<3y<1\\0<4z<1\\2x+y=1\\3y+z=1\\4z+x=1\end{matrix}}\right.}
Tramite le bacchette da calcolo, utilizzando i numeri tsu e heng, le informazioni vengono poste in una tabella così strutturata:
{\displaystyle {\begin{matrix}1,&0,&2\\0,&3,&1\\4,&1,&0\\1,&1,&1\end{matrix}}}
Quindi la prima equazione corrisponde alla terza colonna, ossia la prima da sinistra considerando l'orientamento della scrittura cinese. Nel testo si considera dunque la prima (o la terza per i cinesi) colonna, la si moltiplica per 2 e le si sottrae la terza. Otteniamo
{\displaystyle {\begin{matrix}0,&0,&2\\-1,&3,&1\\8,&1,&0\\1,&1,&1\end{matrix}}}
I numeri negativi erano rappresentati dalle bacchette rosse. Si moltiplica ancora la prima colonna per 3 e vi si aggiunge la seconda, ottenendo
{\displaystyle {\begin{matrix}0,&0,&2\\0,&3,&1\\25,&1,&0\\4,&1,&1\end{matrix}}}
Abbiamo ottenuto che 25 covoni di grano scarso rendono 4 tou, quindi 1 covone di grano scarso rende 4/25 di tou, 1 di questi più 3 medi fa 1 tou, quindi quello medio rende 7/25 di tou, e ancora 1 di questi più due buoni fa 1, e allora 1 buono rende 9/25.
In altri capitoli del Chiu Chang si fa uso anche della regola di Cramer.

### Dalla Cina al Giappone
I metodi cinesi di calcolo arrivarono fino in Giappone, dove nel XVII secolo Seki Kowa, vero genio fuori dal tempo, introdusse sia una forma di calcolo detto yenri del tutto equivalente a quelli moderni basati su derivate ed integrali che utilizzò per calcolare il volume della sfera, sia il concetto di determinante, nel suo trattato Kai Fukadai No Ho del 1683. Un esame dettagliato della sua opera si trova in A history of Japanese mathematics, di David Eugene Smith e Yoshio Mikami, (1914). Tra le sue altre notevoli opere, calcolò un valore π corretto al miliardesimo grazie all'estrapolazione di un poligono di 217 lati, studiò spirali coniche e archimedee, ideò un'algebra posizionale nota come endan jutsu, che insieme alla notazione thien yuan originò il wasan, la tradizionale matematica giapponese, al confine tra arte e scienza. Molti dei suoi risultati precedettero gli equivalenti europei di parecchi anni, cosa ancor più notevole considerando che il Giappone, all'epoca, era uno stato culturalmente chiuso e senza scambi di rilievo con studiosi di altri continenti.

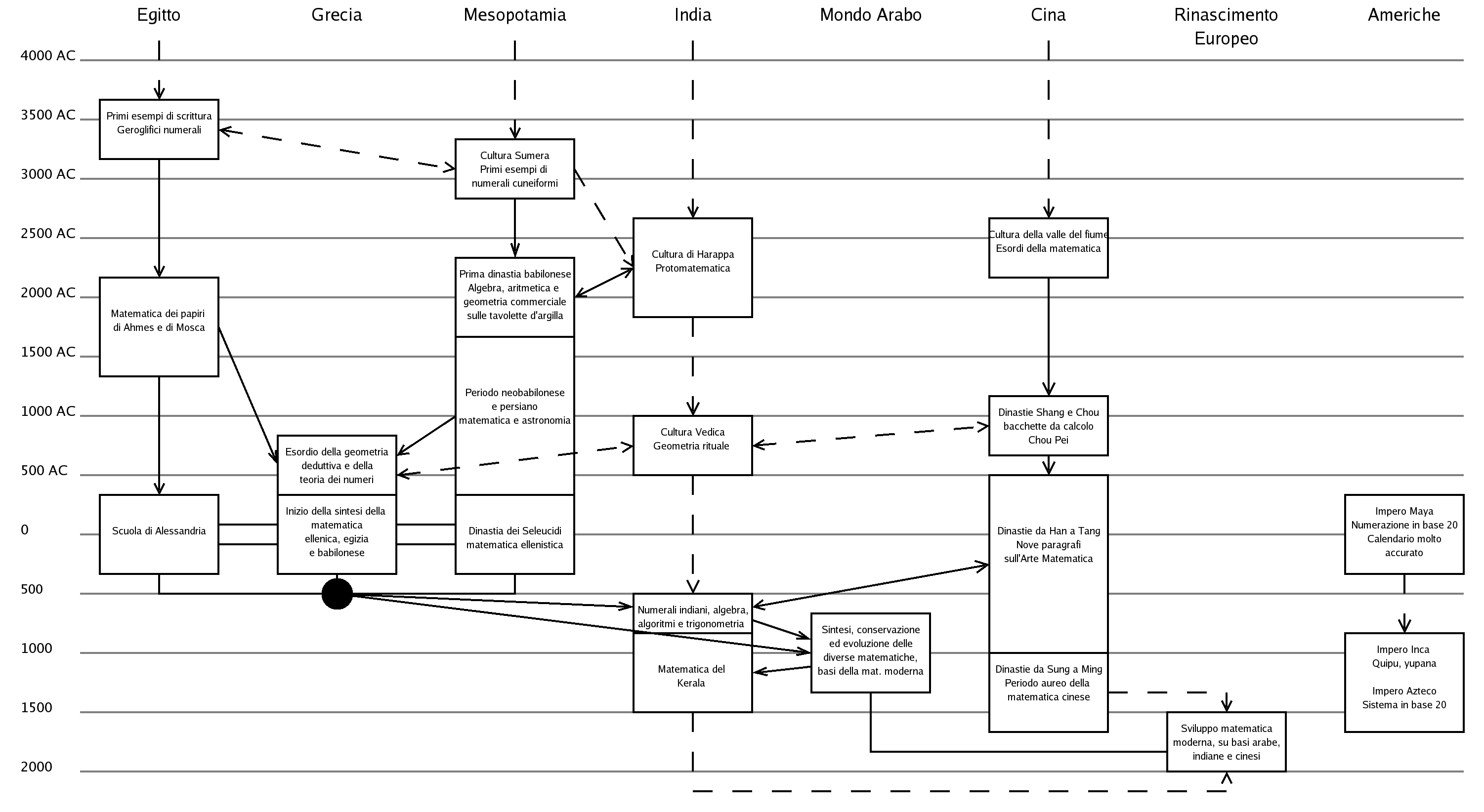
Cronologia della matematica

## I Maya
I Maya avevano raggiunto un altro grado di rappresentazione dei numeri grazie al quale potevano cimentarsi nelle scienze matematiche e nell'astronomia con risultati a volte sorprendenti. A loro, infatti, viene attribuita la scoperta dello zero, molto prima degli indiani.
I numeri andavano dallo 0 al 19 e venivano espressi con due diversi metodi:
- metodo "normale"
- metodo dei glifi

lo stesso calendario Maya era su base 20.
Nel primo si aveva una rappresentazione simile ai numeri romani, con combinazione di due forme principali. Le due forme: punto e linea, rappresentavano fagioli e bastoncini di legno che dovevano essere usati effettivamente per comporre i numeri forse su una scacchiera, infatti allo sbarco dei Conquistadores in Messico era già in uso l'abaco. Il punto rappresentava una unità, la linea cinque unità.
Nel secondo metodo si usavano le rappresentazioni delle teste delle divinità e il sistema si avvicinava molto a quello arabo.

Se i numeri erano superiori al 20 in entrambi i due metodi si passava al sistema posizionale in quanto si otteneva un aumento d'ordine nella serie numerica sovrapponendo un numero sopra l'altro partendo dal basso verso alto. In tal modo il numero in basso nella serie era moltiplicato per 200, quello superiore per 201, il terzo per 202 e così via per potenze di 20.
Con questo sistema veniva superato il limite della tecnica di rappresentazione simile ai numeri romani in quanto le operazioni come addizioni e sottrazioni diventavano molto più semplici.

## Gli Inca
Vi sono varie teorie riguardanti il sistema di numerazione adottato dalle popolazioni Inca prima della conquista spagnola, principalmente basate sull'interpretazione di un disegno contenuto ne El Primer Nueva Coronica y Buen Gobierno di Felipe Guaman Poma de Ayala che ritrae un contabile dell'impero degli Inca con a fianco una yupana, o abaco incaico.
Un primo gruppo di teorie, risalenti al secolo scorso, abbracciarono il sistema di numerazione posizionale in base 10 e furono sviluppate principalmente da Henry Wassen, Carlos Radicati di Primeglio (1979) e William Burns Glynn (1981).
Una seconda teoria, fu proposta nel 2001 dall'ingegnere Nicolino de Pasquale che suppose che gli Inca adottassero un sistema posizionale in base 40. Nel 2003, però, questa teoria venne rigettata dalla comunità accademica e il sistema decimale fu stabilito essere quello effettivamente adottato sia per l'abaco Inca che per i quipu.
Un'ultima teoria, fu proposta da Cinzia Florio nel 2008 ed è basata sul sistema di numerazione additivo per potenze di 10.

## Dal Medioevo alla moderna teoria dei numeri

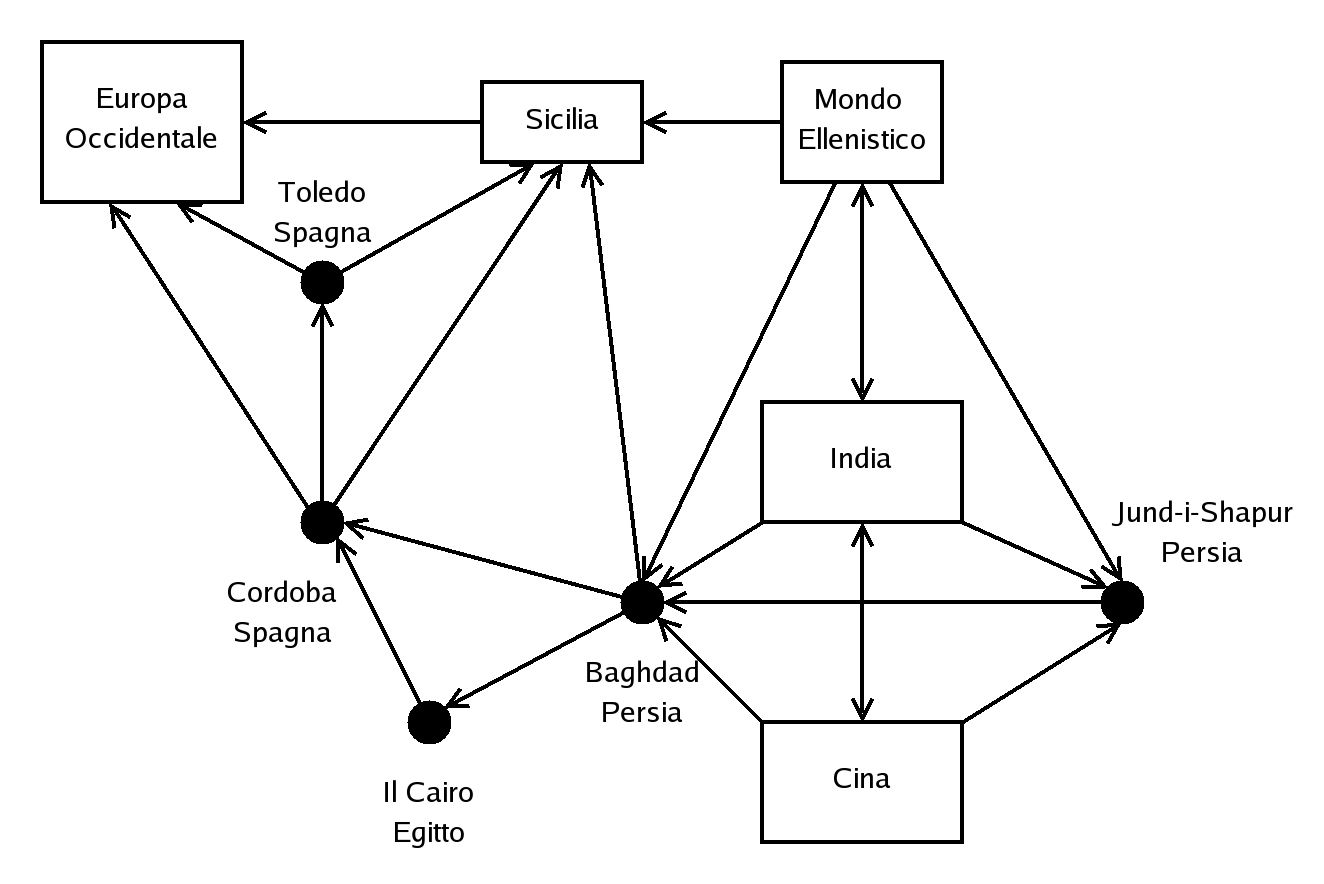
Percorso della matematica nel Medioevo

Secondo Jung il numero è «un archetipo dell'ordine divenuto cosciente.» 

## Storia degli insiemi numerici
(Leopold Kronecker)
I numeri naturali sono presenti in ogni cultura e in ogni epoca. Anche le civiltà più primitive sanno distinguere i concetti di "uno" e "due".
Fin dalla matematica egizia si trovano riferimenti ai numeri razionali: nel papiro di Rhind si trovano le regole per a somma e la moltiplicazione di frazioni. Gli egizi amavano esprimere le frazioni più complesse come somma di frazione con numeratore 1 e di 2/3.
La scoperta dei numeri irrazionali si ebbe in Grecia. Infatti anche se i Babilonesi si erano trovati a dover risolvere equazioni di secondo grado sembra che non si siano mai interrogati sulla natura delle soluzioni (a volte irrazionali) ma si siano accontentati di buone approssimazioni dei radicali.
Secondo la tradizione fu il pitagorico Ippaso di Metaponto a dimostrare l'incommensurabilità del lato e della diagonale di un quadrato (che misura radice di due volte il lato). La dimostrazione riportata da Euclide è probabilmente troppo complessa e sembra più probabile che Ippaso sia arrivato al risultato per altre vie. Comunque sia la scoperta fu considerata uno scandalo dai pitagorici che ritenevano che tutto l'universo fosse esprimibile tramite rapporti tra numeri naturali. Si dice addirittura che la scoperta costò la vita a Ippaso, ovvero che i pitagorici preferirono ucciderlo per evitare che il segreto si divulgasse.
I numeri negativi entrarono molto dopo nella matematica occidentale. Nella matematica indiana e cinese erano generalmente accettati, anche se con qualche riserva. Gli Arabi li conoscevano e i mercanti li usavano correntemente per indicare i debiti ma non erano usati correntemente in algebra. Ciò portava, per esempio, allo studio di vari tipi di equazioni di secondo grado, invece che della forma normale odierna, nella quale i coefficienti possono assumere qualunque segno. I numeri negativi erano spesso indicati con colori differenti.
Ancora nel '500 in Europa i numeri negativi venivano trattati con diffidenza quando Girolamo Cardano si trovò, studiando la formula risolutiva delle equazioni di terzo grado a dover maneggiare numeri complessi. Infatti equazioni del tipo {\displaystyle x^{2}+1=0} erano considerate irrisolvibili e non venivano prese in considerazione; tuttavia la formula risolutiva delle equazioni di terzo grado contemplava un "caso irriducibile" nel quale l'equazione aveva soluzioni reali, ma nei calcoli si doveva operare su numeri immaginari (si veda equazione di terzo grado).
Il primo ad azzardare una soluzione fu Rafael Bombelli che nella sua Algebra proponeva di utilizzare le "quantità silvestri" (radici di numeri negativi) purché sparissero nella soluzione finale. Infatti espone le regole del calcolo sulle quantità immaginarie (Bombelli usa "meno di meno" e "più di meno" rispettivamente per -i e +i). I numeri complessi vanno via via affermandosi in Europa. Cartesio è il primo a chiamare le radici di un numero negativo "numeri immaginari". I matematici cominciarono a studiarli come entità a sé stanti e Abraham de Moivre scoprì la formula che porta il suo nome:
{\displaystyle (\cos \theta +i\sin \theta )^{n}=\cos n\theta +i\sin n\theta .}
Eulero, lavorando con l'espansione in serie di Taylor della funzione esponenziale, riuscì ad estenderla ai numeri complessi tramite la formula di Eulero:
{\displaystyle e^{\theta i}=\cos \theta +i\sin \theta .}
L'accettazione definitiva dei numeri complessi si ebbe quando all'inizio del XIX secolo Caspar Wessel, Jean-Robert Argand e Carl Friedrich Gauss scoprirono indipendentemente l'uno dall'altro la loro rappresentazione grafica: il piano complesso, in cui le coordinate di un punto rappresentano la parte reale e immaginaria del numero. Augustin-Louis Cauchy sviluppò l'analisi complessa con il teorema integrale di Cauchy e le equazioni di Cauchy-Riemann.
Tutti gli insiemi numerici qui descritti furono definiti in qualche modo per trovare soluzioni ad equazioni altrimenti insolubili. Nel 1844 Joseph Liouville, definì un numero (la costante di Liouville) che non era radice di nessun polinomio a coefficienti razionali ed era dunque trascendente. Rispettivamente nel 1873 e nel 1882 Charles Hermite e Ferdinand von Lindemann dimostrarono la trascendenza di e e di pi greco (si vedano anche dimostrazione della trascendenza di e e dimostrazione della irrazionalità di e). Più tardi si dimostro che il logaritmo naturale di qualsiasi numero razionale positivo diverso da 1 è trascendente e anche la funzione seno con argomento algebrico (cioè non trascendente). Un importante contributo in materia è il teorema di Gel'fond che risolve parzialmente il Settimo problema di Hilbert.
Georg Cantor studiando gli insiemi infiniti scoprì che non sono tutti equipotenziali. Dunque in termini poco rigorosi non tutti gli infiniti sono ugualmente grandi. Introdusse così i numeri transfiniti per esprimere la cardinalità dei vari insiemi non finiti.
Nel XIX secolo si sentì il bisogno di definire in modo più rigoroso il concetto di numero irrazionale. Karl Weierstrass e Richard Dedekind arrivarono tramite due strade diverse a una nuova formulazione del concetto. Una costruzione simile dei numeri naturali dovrà aspettare il XX secolo e gli assiomi di Peano.